# Pseudoptilolepis fluminensis
Pseudoptilolepis fluminensis är en tvåvingeart som beskrevs av Albuquerque 1954. Pseudoptilolepis fluminensis ingår i släktet Pseudoptilolepis och familjen husflugor. Inga underarter finns listade i Catalogue of Life.